# Lophozia opacifolia
Lophozia opacifolia là một loài Rêu trong họ Jungermanniaceae. Loài này được Culm. mô tả khoa học đầu tiên năm 1920.